# Dmitri Petrowitsch Sokolow
Dmitri Petrowitsch Sokolow (russisch Дмитрий Петрович Соколов; * 20. Mai 1924 in Fadjuschino, heute Jurgamyschski rajon in der Oblast Kurgan, damalige Sowjetunion; † 4. Juli 2009) ist ein früherer sowjetischer Biathlet, Tontaubenschütze und Schießtrainer.
Dmitri Sokolow war zu Beginn seiner Karriere Langläufer und startete für Dinamo Ufa. Mitte der 1950er Jahre bestritt er Wettbewerbe in der Militärpatrouille und wurde 1955 Zweiter der sowjetischen Meisterschaft über 30 km, 1958 und 1961 gewann er die Titel im Einzel beim Biathlon und war von 1957 bis 1961 Mitglied der sowjetischen Nationalmannschaft. Er startete bereits bei den ersten internationalen Wettbewerben im Biathlon. Schon bei der ersten Biathlon-Weltmeisterschaft 1958 in Saalfelden nahm er teil und wurde dort mit Wiktor Butakow, Walentin Pschenizyn und Alexander Gubin Zweiter beim noch inoffiziellen Staffelwettbewerb hinter der Vertretung aus Schweden. Im Jahr darauf in Courmayeur wurde er Zweiter des Einzelrennens hinter seinem Landsmann Wladimir Melanin. Gemeinsam mit Melanin und Pschenizyn gewann er den inoffiziellen Staffelwettkampf, bei dem die Ergebnisse der drei Starter des Einzelrennens einfach addiert wurden. Mit Alexander Priwalow und erneut Pschenizyn wurde er wieder Zweiter in der Staffelwertung bei der Biathlon-Weltmeisterschaft 1961. 
Sokolow wurde für die Olympischen Winterspiele 1960 in Squaw Valley im Biathlon nominiert, es war die olympische Premiere dieser Sportart. Beim Sieg des Schweden Klas Lestander vor Antti Tyrväinen wurde er Sechster und dennoch schlechtester der sowjetischen Athleten, da vor ihm seine Landsleute Priwalow, Melanin und Pschenizyn auf den Rängen drei bis fünf einkamen.
Ab 1963 wandte er sich dem Tontaubenschießen zu. Von 1958 bis 1964 war er in Ufa Trainer bei Dinamo Ufa, ihm wurde 1965 die Auszeichnung Verdienter Trainer der RSFSR verliehen, den Titel Meister des Sports hatte er bereits 1958 im Biathlon und 1963 im Skeet-Schießen erhalten. Ab 1980 war er wiederum in Ufa Trainer beim Verein Trud für Tontaubenschießen. Er wurde 1985 mit dem Orden des Vaterländischen Krieges 2. Klasse ausgezeichnet. 1995 wurde ihm der Titel Verdienter Meister des Sports der UdSSR im Skilanglauf verliehen.